# Svenska damseptetten
Svenska damseptetten eller Brohmanska damseptetten var en sångseptett som bildades senast 1889 av direktören Ludvig Brohman.

## Historik
Svenska damseptetten var en svensk sångseptett bestående av Tekla Nehrman, Hilda Nordström, Nanny Bergström, Alfrida Arvidson, Therése Blom, Rosalie Uhrström och Olga Uhrström. Den leddes av direktören Ludvig Brohman.

## Medlemmar
| År   | Namn             | Stämma     |
| ---- | ---------------- | ---------- |
| 1889 | Tekla Nehrman    | 1:a sopran |
| 1889 | Hilda Nordström  | 1:a sopran |
| 1889 | Nanny Bergström  | 2:a sopran |
| 1889 | Alfrida Arvidson | 1:a alt    |
| 1889 | Therése Blom     | 1:a alt    |
| 1889 | Rosalie Uhrström | Kontraalt  |
| 1889 | Olga Uhrström    | Kontraalt  |

## Konserter (urval)
| Datum               | Konsert | Lokal                | Övrigt |
| ------------------- | ------- | -------------------- | ------ |
| 10–11 november 1889 | Konsert | Stadshotellet, Falun | [ 1 ]  |
| 4 december 1889     | Konsert | Goodtemplarhuset     | [ 2 ]  |